# Colonne de la peste de Hradčany
La colonne de la peste de Hradčany au centre de la place Hradčany à Prague se dresse à l'endroit où les services en plein air ont eu lieu pendant la Grande Peste en 1713-1714. La colonne est protégée en tant que monument culturel.

## Histoire
La construction de cette colonne a été approuvée par l'empereur Charles VI en 1725, la première pierre est posée un an plus tard. La ville de Hradčany n'avait pas assez de fonds, la colonne n'a donc été achevée et consacrée qu'en 1736. La statue de la Vierge Immaculée et les figures de saints sur la balustrade et sur les piliers ont été créés de 1724 à 1728 par le sculpteur tchèque Ferdinand Maxmilián Brokoff. Après sa mort, son élève František Ignác Weiss a terminé les travaux.
Fin 2013, il a été décidé que la colonne serait rénovée avec le soin de la Galerie de la Capitale de Prague. La dernière réparation majeure de la colonne remonte aux années 1960.

## Description

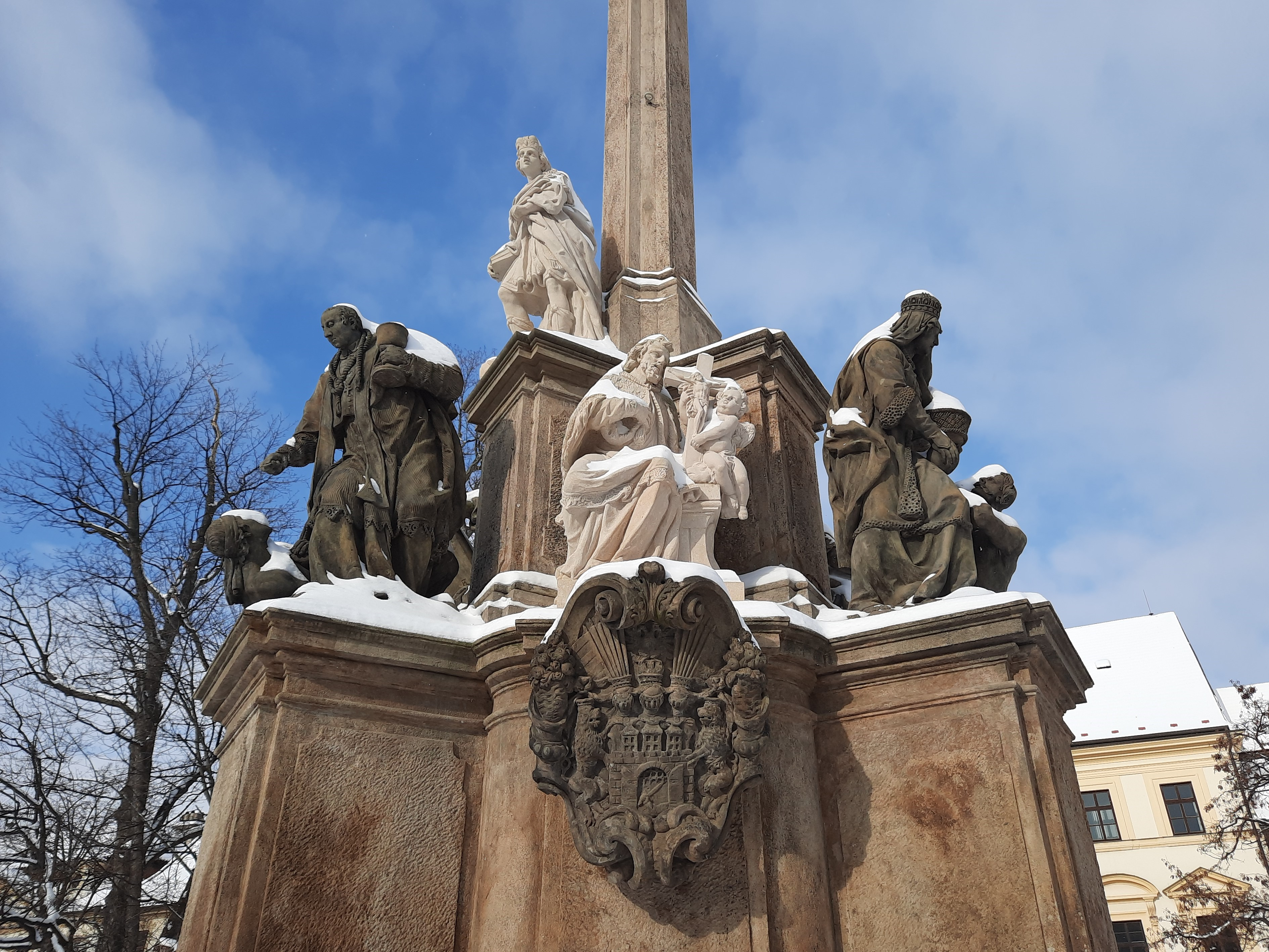
Détail des sculptures au pied de la colonne

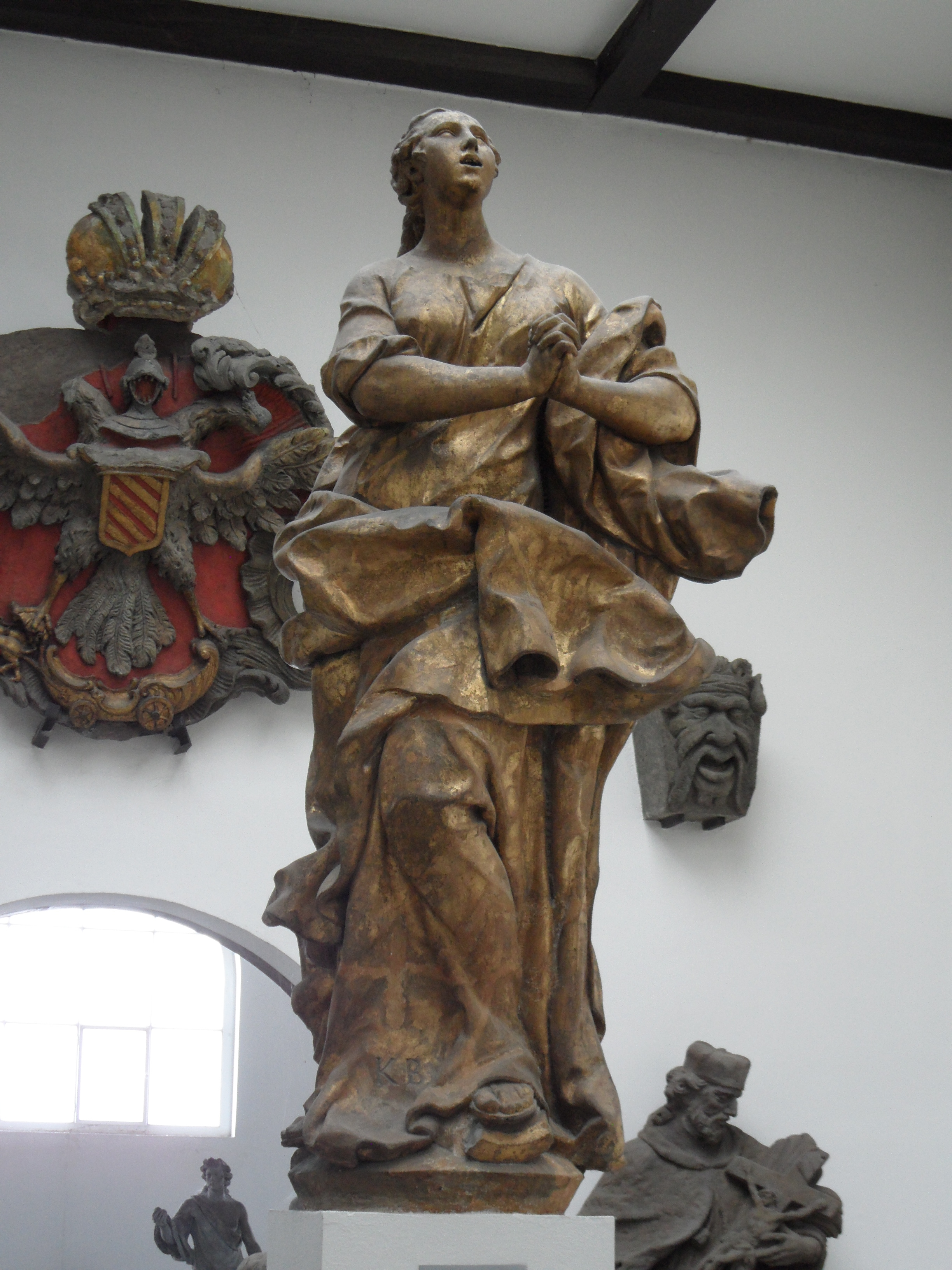
L'original de la statue de Brokoff de la Vierge Marie dans le Lapidarium de Prague

Autour du socle du pilier se trouvent des statues de Saint-Guy, Venceslas et Adalbert, sur le socle inférieur Saint-Charles Borromée, Saint-Jean de Népomucène et Sainte-Élisabeth de Hongrie qui fait l'aumône à un mendiant, puis Saint-Pierre, Saint-Florian et Saint Paul. La statue en grès de la Vierge Marie, haute de 206 cm, a été dorée en 1884, et depuis 1894 elle est remplacée par une copie de Ludvík Wurzel. Aujourd'hui, l'original est conservé au Lapidarium du parc des expositions de Prague. Des bornes décoratives en pierre ont été installées autour des sculptures. 

## Source de traduction
- (cz) Cet article est partiellement ou en totalité issu de l’article de Wikipédia en tchèque intitulé « Mariánský morový sloup (Hradčany) » (voir la liste des auteurs).